# Vladimir Ulanov
Vladimir Viktorovič Ulanov (in russo Владимир Викторович Уланов?; Mosca, 10 febbraio 1951 – 2000) è stato un pallavolista sovietico, dal 1991 russo.
Partecipò alle Olimpiadi del 1976, in cui vinse la medaglia d'argento disputando tutti i match del torneo olimpico di pallavolo maschile.